# دوليغوتوماب
دوليغوتوماب هو جسم مضاد وحيد النسيلة مصمم لعلاج السرطان من خلال مفعوله المحفز للمناعة.